# Reentrada atmosfèrica

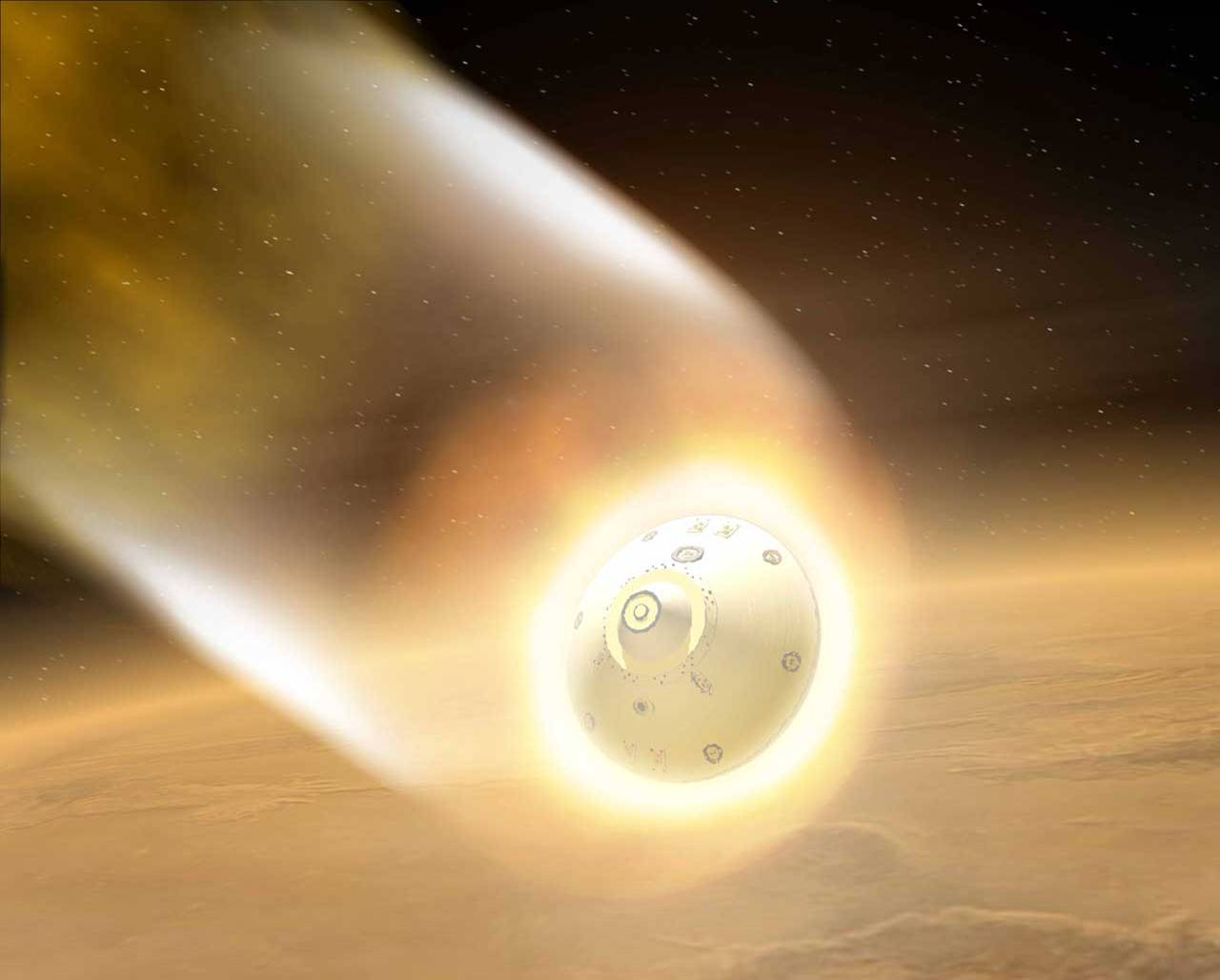
Carcassa aerodinàmica del Mars Exploration Rover (MER).

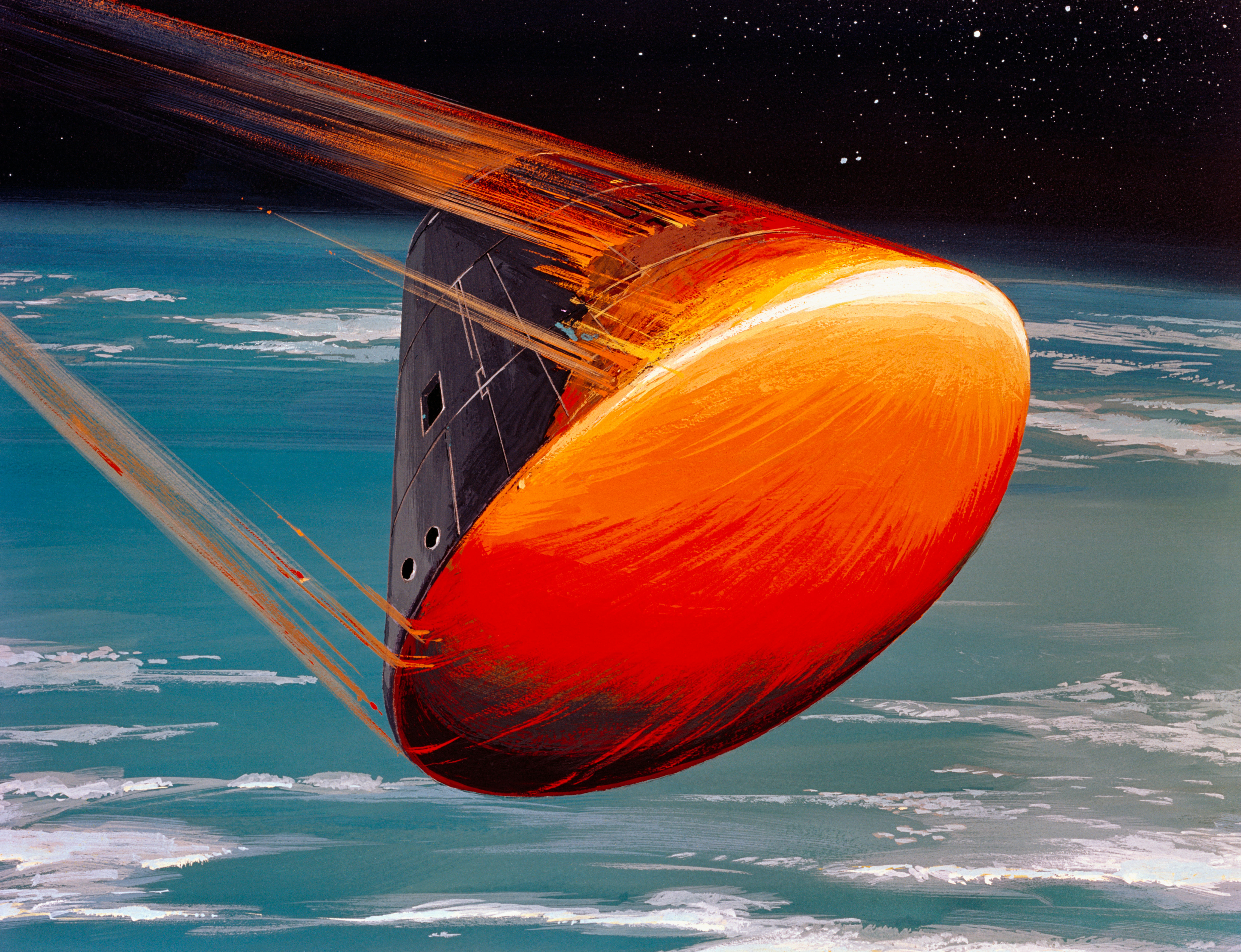
Mòdul de comandament Apollo volant amb un elevat angle d'atac.

La reentrada atmosfèrica es refereix al moviment dels objectes, naturals o artificials, que entren a l'atmosfera d'un planeta des de l'espai exterior des d'una altitud superior a la de la "frontera de l'espai". Aquest article sobretot descriu el procés controlat de reentrada de vehicles que es pretén arribin sencers a la superfície del planeta, de totes maneres també s'inclouen casos de reentrada descontrolada (o mínimament controlada) com el desorbitament destructiu de satèl·lits o la caiguda de brossa espacial a causa de la degradació de la seva òrbita.
Els vehicles que normalment passen per l'experiència de la reentrada són els que retornen d'òrbita (generalment astronaus) o els que venen d'un vol sub-orbital com poden ser els míssils balístics intercontinental o algunes astronaus que travessen per ben poc la frontera de l'espai sense arribar a orbitar la terra.
Donat que la velocitat a la que es produeix la reentrada a l'atmosfera és altíssima (de l'ordre de milers de kilòmetres per hora) ha calgut desenvolupar diverses tècniques que permetessin controlar la trajectòria dels vehicles així com disposar d'algun mètode especial de protecció per evitar l'escalfament produït per la fricció de l'aire contra l'objecte a aquestes velocitats extremes.

## Història
La tecnologia que havia de permetre la reentrada no destructiva d'un vehicle a l'atmosfera es va desenvolupar principalment a conseqüència de la Guerra Freda. Durant aquest període els Estats Units d'Amèrica i la Unió Soviètica van iniciar grans programes de recerca amb l'objectiu d'augmentar l'abast de les bombes nuclears i els míssils balístics dels que es disposava. Ràpidament es va descobrir que la reentrada a l'atmosfera representava un problema, i això era així perquè l'energia cinètica d'un cap nuclear reentrant era suficient per vaporitzar-lo completament. Tot i aquests càlculs, els guanys militars podien arribar a ser tan alts que assumir que una reentrada controlada no era factible era senzillament inacceptable, a part era ben sabut que el meteors eren capaços d'arribar a impactar a la superfície. A conseqüència d'això es van iniciar diversos programes d'alta prioritat (i pressupost) que van acabar desenvolupant les tecnologies necessàries per a la reentrada, que feren possibles l'adveniment dels míssils balístics intercontinentals (ICBMs).
Posteriorment aquestes tecnologies van ser millorades per tal de permetre el seu ús en vehicles tripulats, també a conseqüència de la guerra freda. L'ús propagandístic de l'exploració espacial que va fer la Unió Soviètica i les seves grans victòries (primer satèl·lit artificial, primer home a l'espai, etc.) van forçar als Estats Units a seguir les iniciatives Soviètiques i entrar a la cursa espacial. Molts d'aquests èxits van ser possibles gràcies a l'existència de les tecnologies de reentrada necessàries que permetien el retorn a casa.

## Primers estudis

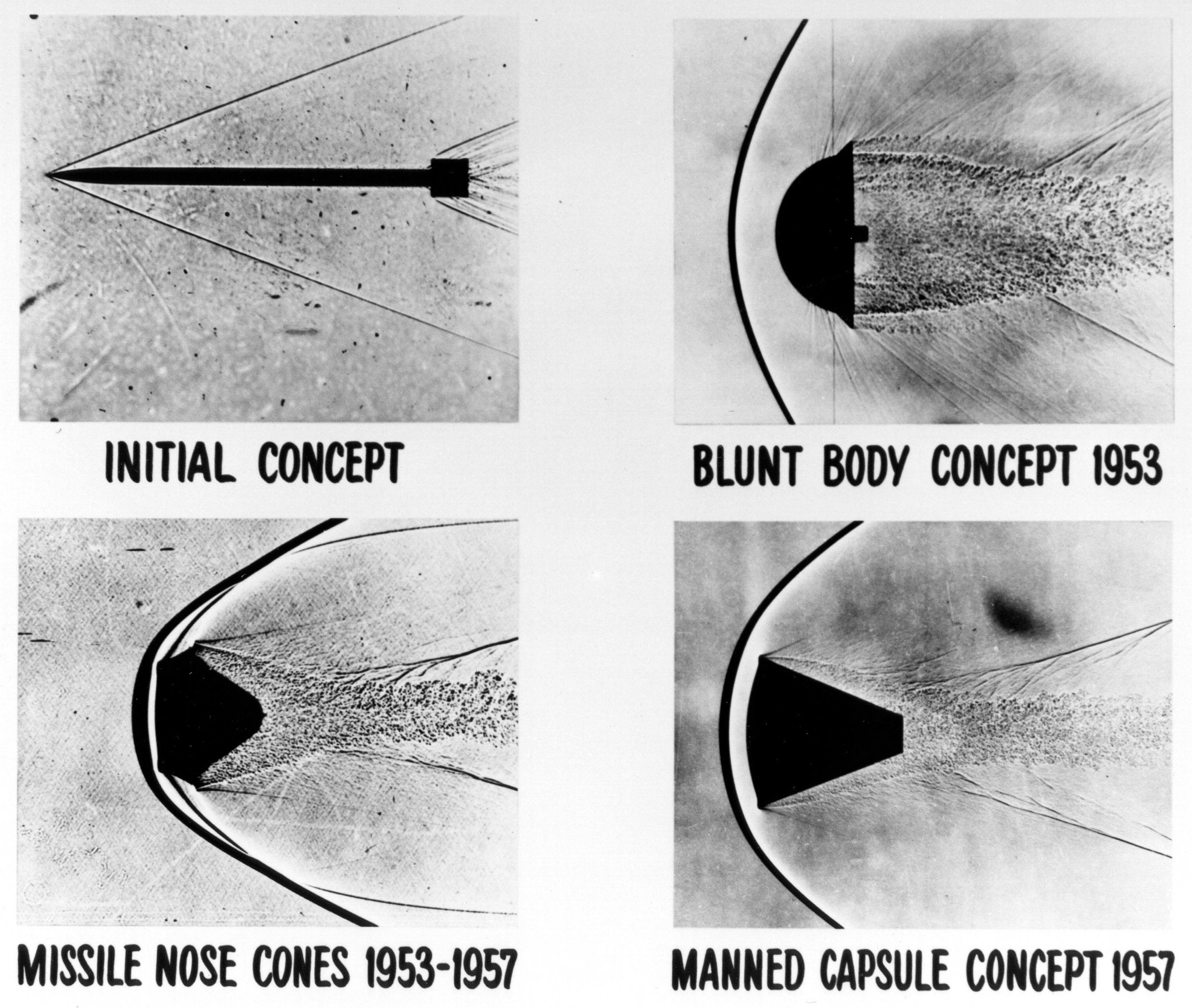
Diverses formes de vehicles de reentrada (NASA)

Aquestes quatre fotografies d'ombra, representen les primeres formes que es van estudiar pels vehicles de reentrada. Les fotografies d'ombra (shadowgraphs en anglès) permeten veure les pertorbacions d'un fluid quan el creua un objecte a gran velocitat.
H. Julian Allen i Alfred J. Eggers, Jr. de la NACA el 1951 va descobrir que, contràriament al que la intuïció ens podria dir, que un vehicle amb una punta esmussada o poc esmolada (poc aerodinàmica) feien molt més eficaç l'escut tèrmic destinat a protegir-lo. Així amb simples principis d'enginyeria va demostrar que la càrrega tèrmica que experimentava un vehicle era inversament proporcional al seu coeficient de fricció, és a dir com més fricció generava el vehicle menys s'escalfava. I això és així perquè fent un vehicle poc aerodinàmic, l'aire "no es pot apartar" de la trajectòria del vehicle prou ràpidament de manera que es forma com una mena de coixí d'aire que empeny l'ona de xoc i els gasos sobreescalfats enllà del vehicle.
Aquest efecte provoca que la majoria de gasos sobreescalfats no estiguin en contacte directe amb el vehicle de manera que l'energia calorífica es manté a la capa de xoc que després s'escapa al voltant del vehicle per després acabar dissipant-se a l'atmosfera.

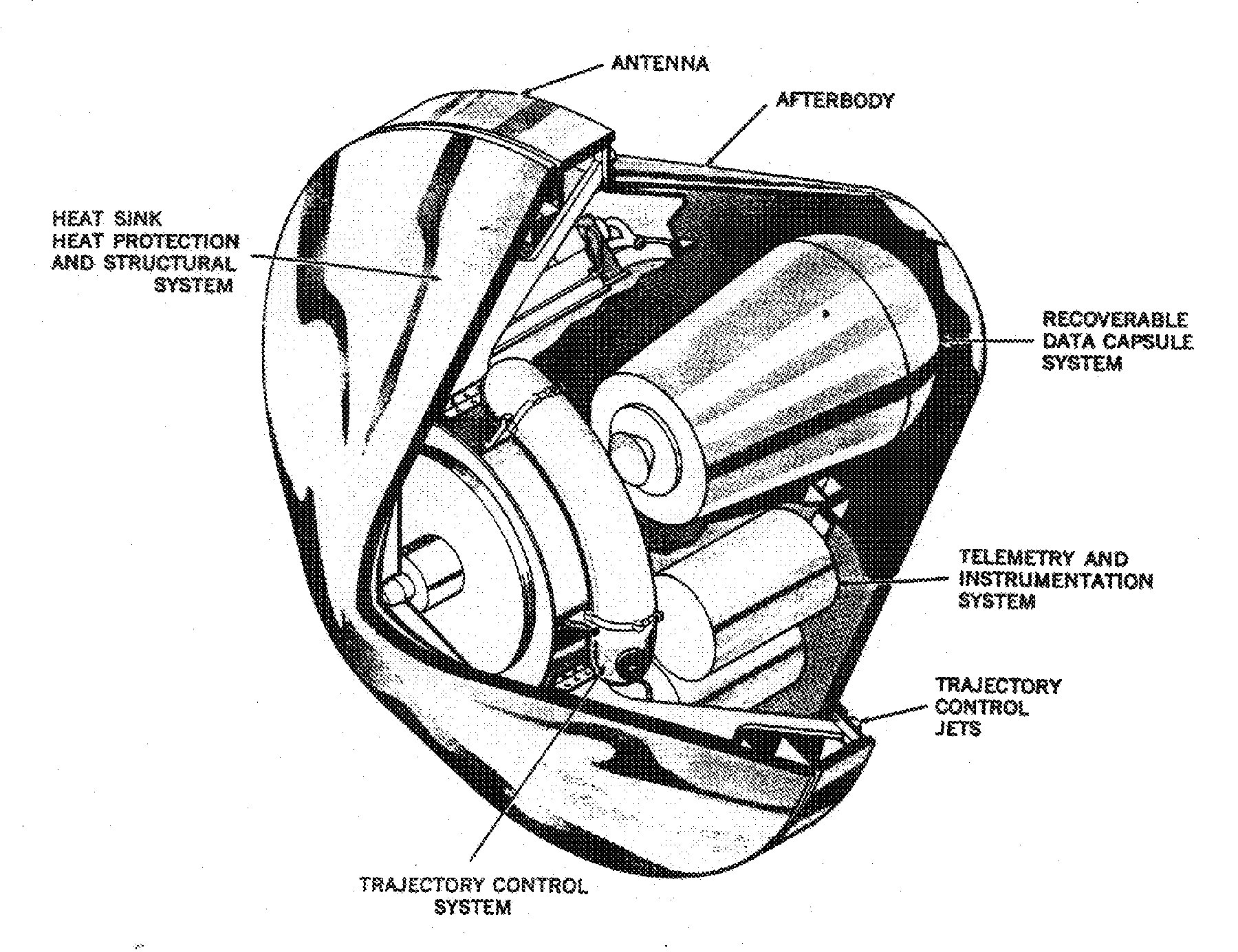
Versió prototip del vehicle de reentrada Mk-2 (RV)

El descobriment d'Allen i Edgers tot que inicialment es va tractar com un secret militar va ser finalment publicat l'any 1958. Aquesta teoria dels "cossos esmussats" (Blunt Body Theory) va fer possible el disseny dels escuts tèrmics que van fer servir les astronaus dels projectes Mercury, Gemini i Apol·lo per protegir els astronautes durant la dura reentrada.

## Països que han realitzat reentrades amb èxit

### Reentrada orbital tripulada
- Estats Units (Mercury, Gemini, Apollo, Viking, transbordador espacial)
- Rússia (Vostok, Soiuz, Buran)
- R.P. de la Xina (Programa Shenzhou)

### Reentrada orbital no tripulada
- Estats Units
- Rússia
- R.P. de la Xina (Fanhui Shi Weixing (FSW))
- Índia (Space Recovery Experiment (SRE))
- Japó (OREX, USERS)
- Unió Europea (Atmospheric Reentry Demonstrator (ARD), Huygens)